# Gottfried Silbermann
Gottfried Silbermann (ur. 14 stycznia 1683 w Kleinbobritzsch, zm. 4 sierpnia 1753 w Dreźnie) – niemiecki konstruktor instrumentów klawiszowych, takich jak klawesyny, klawikordy, organy i fortepiany.

## Życiorys
Brat Andreasa, pochodził ze znanej ówcześnie rodziny budowniczych instrumentów klawiszowych. Początkowo uczył się introligatorstwa, jednak około 1702 roku pod okiem brata zaczął uczyć się w Strasburgu sztuki budowy organów. Po wyjeździe brata do Paryża w 1704 roku przejął kierownictwo jego warsztatu. W latach 1708–1709 zbudował dla kościoła św. Piotra w Strasburgu swoje pierwsze organy. W 1710 roku osiadł we Freibergu w Saksonii. Należał do najwybitniejszych budowniczych organów 1. połowy XVIII wieku, skonstruował około 45 instrumentów, zarówno małe organy dla kościołów wiejskich, jak i organy 2- i 3-manuałowe. Wykonane przez Silbermanna organy znajdują się m.in. w katedrze we Freibergu, kościele Marii Panny w Dreźnie oraz kościele św. Jana w Żytawie. Ceniono go w całej Europie, podkreślając wysokie walory jego organów i jakość ich wykonania. Jego największym dziełem były organy dla katolickiej katedry św. Trójcy w Dreźnie, po śmierci Silbermanna dokończone przez jego ucznia Zachariasa Hildebrandta. Budował też klawesyny, klawikordy i fortepiany, skonstruował rodzaj klawikordu nazwany cembal d’amour, o dwukrotnie przedłużonych strunach.
Przyjaźnił się z innymi organmistrzami, m.in. Johannem Christophem Erseliusem i Johannem Ludwigiem Krebsem, utrzymywał też korespondencję z J.S. Bachem, Johannem Heinrichem Gräbnerem i Johannem Georgiem Pisendelem. Trzy ze skonstruowanych przez siebie fortepianów podarował królowi Fryderykowi Wielkiemu, na instrumentach tych grał Johann Sebastian Bach podczas swojej wizyty w Poczdamie w 1747 roku.

### Silbermann i fortepian
Silbermann był także centralną postacią w historii fortepianu. Skonstruował pierwszy niemiecki fortepian, przekazując późniejszym budowniczym kluczowe idee Bartolomeo Cristoforiego (wynalazcy fortepianu). Dowody z Uniwersalnego Leksykonu Johanna Heinricha Zedlera wskazują, że pierwszy fortepian Silbermanna został zbudowany w 1732 roku. W latach czterdziestych XVIII wieku król Prus Fryderyk Wielki zapoznał się z fortepianami Silbermanna i kupił kilka z nich. Zatrudnił Carla Philippa Emanuela Bacha, który grał na fortepianie Silbermanna i napisał muzykę na ten konkretny model fortepianu. Grał na nich także Johann Sebastian Bach podczas wizyty w Poczdamie, gdzie podczas drugiej wizyty fortepiany Silbermanna spotkały się z „całkowitą aprobatą” Bacha („völlige Gutheißung”).
Dwa fortepiany Silbermanna do dziś znajdują się w pałacach Fryderyka w Poczdamie. W Germanisches Nationalmuseum znajduje się również oryginalny fortepian Silbermanna. W 2020 roku Paul McNulty wykonał kopię instrumentu Gottfrieda Silbermanna z 1749 roku dla Malcolma Bilsona.